# Црна мамба
Црна мамба је врста екстремно отровне змије, члан породице Еlapidae пореклом из делова подсахарске Африке. Први пут је формално описана од стране Алберта Гинтера 1864. године. Црна мамба је друга најдужа отровна змија после краљевске кобре. Зрели примерци обично прелазе 2 м и обично расту до 4,3 м.